# Cyrpoptus obscurus
Cyrpoptus obscurus är en insektsart som beskrevs av Metcalf 1938. Cyrpoptus obscurus ingår i släktet Cyrpoptus och familjen lyktstritar. Inga underarter finns listade i Catalogue of Life.